# Dasophrys paron
Dasophrys paron är en tvåvingeart som först beskrevs av Walker 1849.  Dasophrys paron ingår i släktet Dasophrys och familjen rovflugor. Inga underarter finns listade i Catalogue of Life.